# Sarah Gadon
Sarah Lynn Gadon (Toronto, 4 de abril de 1987), é uma atriz canadense.

## Filmografia

### Cinema

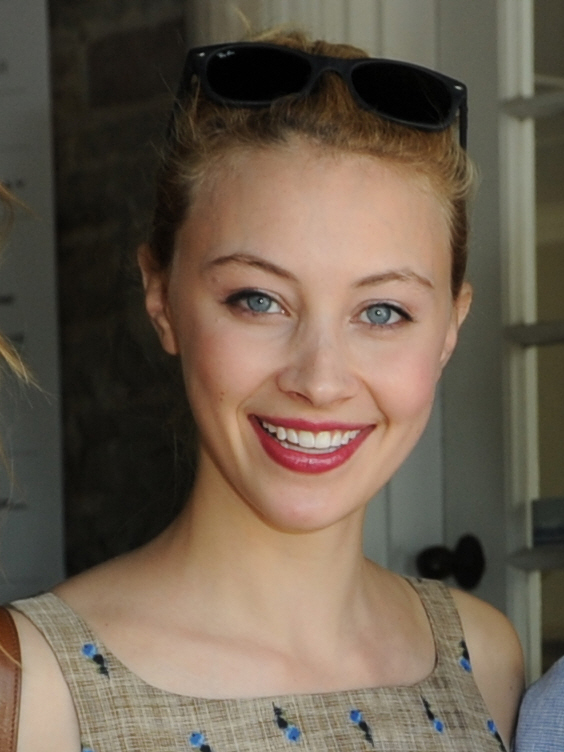
Gadon em 2011

| Ano  | Título                                | Papel                 | Notas          |
| ---- | ------------------------------------- | --------------------- | -------------- |
| 2003 | Fast Food High                        | Zoe                   |                |
| 2004 | Siblings                              | Margaret              |                |
| 2007 | Charlie Bartlett                      | Priscilla             |                |
| 2007 | Burgeon and Fade                      | Haley                 | Curta-metragem |
| 2008 | Orange Avenue                         | Julia MacMillan       | Curta-metragem |
| 2008 | Spolitation                           | Gabriella             | Curta-metragem |
| 2009 | Leslie, My Name Is Evil               | Laura                 |                |
| 2011 | Um Método Perigoso                    | Emma Jung             |                |
| 2011 | The Moth Diaries                      | Lucy Blake            |                |
| 2011 | Dream House                           | Cindi                 |                |
| 2012 | Bear Hug                              | Madison               | Curta-metragem |
| 2012 | Antiviral                             | Hannah Geist          |                |
| 2012 | Cosmopolis                            | Elise Shifrin         |                |
| 2012 | Yellow Fish                           | Cait                  | Curta-metragem |
| 2013 | Enemy                                 | Helen St. Claire      |                |
| 2013 | Belle                                 | Lady Elizabeth Murray |                |
| 2013 | What If                               | Megan                 |                |
| 2014 | The Nut Job                           | Lana                  | Voz            |
| 2014 | The Amazing Spider-Man 2              | Kari                  |                |
| 2014 | Maps to the Stars                     | Clarice Taggart       |                |
| 2014 | Dracula Untold                        | Mirena / Mina         |                |
| 2015 | The Girl King                         | Ebba Sparre           |                |
| 2015 | A Royal Night Out                     | Princess Elizabeth    |                |
| 2016 | Indignation                           | Olivia Hutton         |                |
| 2016 | The 9th Life of Louis Drax            | Natalie               |                |
| 2017 | Paseo                                 | Alice                 | Curta-metragem |
| 2017 | Lolz-ita                              | Sarah                 | Curta-metragem |
| 2018 | The Death and Life of John F. Donovan | Liz Jones             |                |
| 2018 | Octavio Is Dead!                      | Tyler                 |                |

### Televisão
| Ano       | Título                             | Papel                           | Notas                                               |
| --------- | ---------------------------------- | ------------------------------- | --------------------------------------------------- |
| 1998      | La Femme Nikita                    | Julia                           | Episódio: "Last Night"                              |
| 1999      | Are You Afraid of the Dark?        | Monica                          | Episódio: "The Tale of the Forever Game"            |
| 2000      | Twice in a Lifetime                | Young Laura Burnham             | Episódio: "Even Steven"                             |
| 2000      | The Other Me                       | Heather                         | Telefilme                                           |
| 2000      | In a Heartbeat                     | Jennifer                        | 2 episodes                                          |
| 2000      | Mattimeo: A Tale of Redwall        | Cynthia Vole / Tess Churchmouse | Voice Regular role (13 episodes)                    |
| 2001      | What Girls Learn                   | Samantha                        | Telefilme                                           |
| 2002      | Mutant X                           | Catherine Hartman               | Episódio: "Whiter Shade of Pale"                    |
| 2002      | Cadet Kelly                        | Amanda                          | Telefilme                                           |
| 2002      | Mom's on Strike                    | Jessica Harris                  | Movie                                               |
| 2002      | The Strange Legacy of Cameron Cruz | Lucy Montgomery                 | Telefilme                                           |
| 2002      | Society's Child                    | Nikki Best                      | Voz Telefilme                                       |
| 2003      | Doc                                | Terri Lewis                     | Episódio: "Angels in Waiting"                       |
| 2003      | My Dad the Rock Star               | Alyssa                          | Voz 3 episódios                                     |
| 2004      | This Is Wonderland                 | Zoe Kelsey                      | Episódio: "1.13"                                    |
| 2004      | Dark Oracle                        | Claudia                         | Episódio: "Crushed"                                 |
| 2004      | The Eleventh Hour                  | Cassie Redner                   | Episódio: "Gone Baby Gone"                          |
| 2005      | The Eleventh Hour                  | Cassie Redner                   | Episode: "Kettle Black"                             |
| 2005      | Time Warp Trio                     | Jodie (voice)                   | Series Regular                                      |
| 2005      | Life with Derek                    | Vicki                           | Episode: "The Wedding"                              |
| 2005      | Code Breakers                      | Julia Nolan                     | Movie                                               |
| 2006-2007 | Ruby Gloom                         | Ruby Gloom                      | Voz                                                 |
| 2007-2009 | Friends and Heroes                 | Portia                          | Voz                                                 |
| 2007-2010 | Total Drama                        | Beth                            | Voz                                                 |
| 2008      | Flashpoint                         | Tasha Redford                   | Episódio: "Attention Shoppers"                      |
| 2008-2009 | The Border                         | Zoe Kessler                     | Papel recorrente (14 episódios)                     |
| 2009      | Aaron Stone                        | Dr. Martin                      | Episódio: "In Hall We Trust"                        |
| 2009      | Being Erica                        | Katie Atkins                    | Papel recorrente (14 episódios)                     |
| 2009-2011 | Murdoch Mysteries                  | Ruby Ogden                      | 4 episódios                                         |
| 2010      | Happy Town                         | Georgia Bravin                  | Papel principal (8 episódios)                       |
| 2010      | The Dating Guy                     | Darlene                         | Voz Episódio: "Gross Encounters of the Virgin Kind" |
| 2012      | World Without End                  | Philippa                        | Minissérie                                          |
| 2016      | 11.22.63                           | Sadie Dunhill                   | Minissérie                                          |
| 2017      | Alias Grace                        | Grace                           | Minissérie                                          |
| 2019      | True Detectives                    | Elisa Montgomery                | Papel recorrente                                    |